# Dicliptera martinicensis
Dicliptera martinicensis är en akantusväxtart som beskrevs av Antoine Laurent de Jussieu. Dicliptera martinicensis ingår i släktet Dicliptera och familjen akantusväxter. Inga underarter finns listade i Catalogue of Life.